# Saltator maximus
Saltator maximus là một loài chim trong họ Thraupidae.